# Gustave Roud
Gustave Roud fue un poeta y un fotógrafo suizo, nacido el 20 de abril de 1897 en Saint-Légier, del cantón de Vaud, y fallecido el 10 de noviembre de 1976 en Moudon.

## Trayectoria
Gustave Roud vivió primero con sus padres, desde 1908 en Carrouge  cerca de Vevey y Lausana, en una granja de su abuelo materno. Y hasta su muerte, vivió con su hermana Madeleine, que le llevaba cuatro años.
Hizo estudios clásicos en la secundaria, y asistió a las clases de Ernest Ansermet, director de orquesta afamado, y del escritor Edmond Gilliard. Se licenció en Letras, en la Universidad de Lausana, y publica sus primeros poemas en los Cahiers Vaudois (1915). Muy influido por Rimbaud y Mallarmé, así como por (Novalis y Hölderlin), tuvo una doble filiación franco alemana, decisiva en su obra. Renunció a la enseñanza y se retiró a la mayor soledad. En ella fue desarrollando su obra.
Publica su primer libro, Adieu, en 1927; es un largo poema en prosa. Entre 1936 y 1966, trabajó en el comité de lectura de la editorial Guilde du Livre. En los cuarenta, tradujo a Hölderlin, Novalis, Rilke y Georg Trakl. En 1967 apareció su famoso Requiem, sobre la muerte de su madre, acaecida varias décadas antes. 
Se le relaciona con escritores posteriores, como Maurice Chappaz, su gran amigo Philippe Jaccottet y Jacques Chessex. En castellano, el poeta y traductor Rafael-José Díaz ha presentado y traducido tres de sus libros: Réquiem, Para un cosechador y El descanso del jinete.

## Obras
- Adieu, Lausana, Au Verseau, 1927.
- Feuillets, Lausana, Mermod, 1929.
- Essai pour un paradis, Lausanne, Mermod, 1932.
- Petit traité de la marche en plaine, junto con lettres, dialogues et morceaux, Lausana, Mermod, 1932.
- Pour un moissonneur, Lausana, Mermod, 1941. Para un cosechador, La Garúa, 2005. Traducción: Rafael-José Díaz
- Air de la solitude, Lausana, Mermod, 1945.
- Haut-Jorat, Lausana, Terreaux, 1949.
- Ecrits I, II, Lausana, Mermod, 1950.
- Le Repos du cavalier, Lausana, Bibliothèque des Arts, 1958. Tr.: El descanso del jinete, Trea, 2006. Traducción: Rafael-José Díaz
- Requiem, Lausana, Payot, 1967. Tr.: Réquiem, Ultramarino, 2004. Traducción: Rafael-José Díaz
- Campagne perdue, Lausana, Bibliothèque des Arts, 1972.
- Trois poèmes anciens, Montpellier, Fata Morgana, 1976, póstuma.
- Écrits I, II, III, Lausana, Bibliothèque des Arts, 1978.
- Journal, Vevey, Bertil Galland, 198, ed. por Philippe Jaccottet.
- Essai pour un paradis; Petit traité de la marche en plaine, Lausana, L’Age d’Homme, 1984.
- Air de la solitude, Montpellier, Fata Morgana, 1988.
- Les Fleurs et les saisons, Ginebra, La Dogana, 1991.
- Air de la solitude ; Campagne perdue, L’Age d’Homme, Poche Suisse, 1995, prefacio de Jacques Chessex
- Adieu ; Requiem, Ginebra, Minizoé, 1997, posfacio de Claire Jaquier.
- Hommage, París, La Triplette Infernale, 1997.
- Halte en juin, grabados de Palézieux, Montpellier, Fata Morgana, 2001, posfacio de Claire Jaquier.
- Image sans emploi, grabados de Palézieux, Montpellier, Fata Morgana, 2002.
- Air de la solitude et autres écrits, París, Poésie/Gallimard, 2002, prefacio de Philippe Jaccottet.
- Journal, Carnets, cahiers et feuillets, 1916-1971, Moudon, Empreintes, 2004, ed. por Anne-Lise Delacrétaz y Claire Jaquier.